# Mahísászaka

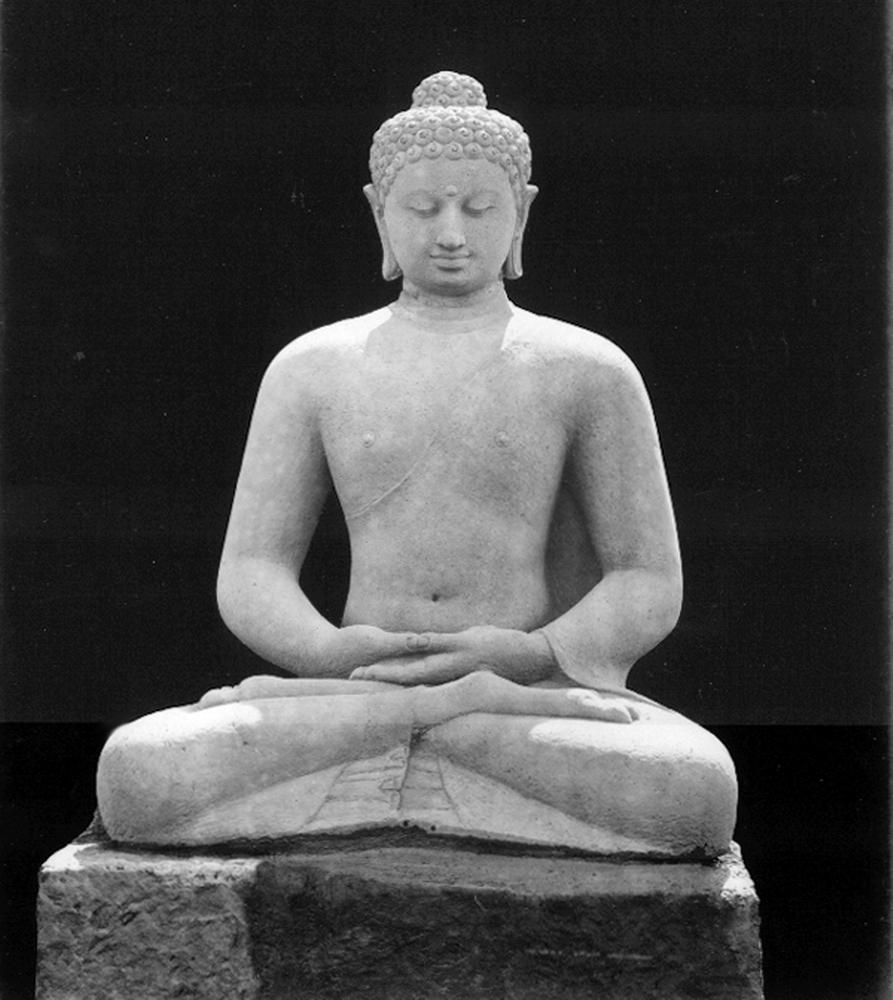
A gandhárai mahísászakáknak tulajdonítják Amitábha Buddha Tiszta Föld tanításait.

A mahísászaka (szanszkrit: महीशासक; kínai: 化地部, pinjin: Huàdì Bù) korai buddhista iskola volt az ősi Indiában. Eredete egészen a második buddhista tanácskozásig nyúlik vissza. Úgy tartják, hogy a dharmaguptaka szekta ebből az iskolából vált ki az i. e. 2. század vége és az i. e. 1. század eleje környékén.

## Története
A mahísászaka iskola kialakulásának általánosan két története létezik. A théraváda iskolához tartozó Dípavamsza szerint a mahísászaka iskolából vált le a szarvásztiváda szekta. Azonban a Sáriputrapariprccsá és a Szamajabhedoparacsanacsakra írások szerint ez pontosan fordítva volt.
Egyes vélemények szerint a mahísászaka szekta az indiai Avanti régióból ered. Alapítójuk egy Puráṇa nevű szerzetes (bhikkhu) volt, akiről hatalmas tisztelettel ír a mahísászaka vinaja (szerzetesek magaviseleti szabályzata), amelyet megőrzött a kínai buddhista kánon.
Hszüan-cang kínai buddhista szerzetes beszámolói szerint a mahísászaka a 4. században már igen aktívnak számított Kasmírban. Az is kiderül ezekből az írásokból, hogy egy Aszanga nevű jógácsára mester és Vaszubandhu, indiai buddhista szerzetes is a mahísászaka szerzetesrendbe nyert felvételt. Aszanga magyarázószövegei az abhidharma írásokhoz sok jellemző mahísászaka tulajdonságot megőrzött az utókor számára.
A mahísászakák Észak-Indiából terjeszkedtek délfelé Nágárdzsunakondáig, sőt egészen Srí Lankáig is. A mahísászaka Srí Lankán később beleolvadt a théraváda iskolába.

## Tanok
A mahísászakák úgy vélték, hogy egyszerre kell meditálni a négy nemes igazságon, minden jelenség létezik, de csak a jelenben és a szanghának (szerzetesek közössége) adott adományok több érdemmel bírnak, mintha Buddhának adták volna. A legutolsó pontban a dharmaguptakák éppen az ellenkezőjét gondolták.
Úgy tűnik, hogy a korai mahísászakák nem hittek a köztes állapot (bardo) tanában, amely a halál és újjászületés közötti állapotot jelenti. Később az iskola mégis elfogadta ezt a tant.

## Művek

### A mahísászaka vinaja
Az indiai mahísászaka szekta Srí Lankán is elterjedt a théraváda mellett, amelybe később be is olvadt. Köztudott, hogy Fahszien kínai szerzetes Srí Lankán (az Abhajagiri vihára kolostorban) szert tett egy szanszkrit nyelvű mahísászaka vinajára az i.sz. 406 környékén. Pár évtizeddel később Buddhacsiva és Csu Taoseng lefordították a művet kínai nyelvre, amely Taisó Tripitaka címen ma is megtalálható a kínai buddhista kánonban.

### Mahájána művek
Állítólag a mahájána Végtelen élet szútra Kusán Birodalom idején keletkezett az 1-2. században, amely a Gandhára régióban élő mahísászaka bhikkhuk (szerzetesek) rendelésére készült. Valószínűsíthető, hogy a hosszabb Szukhávatívjúha összeállítása nagyban köszönhető a lokottaraváda szektának is, hiszen sok közös elemet találni a Mahávasztu szövegeivel. A legkorábbi fordítások alapján úgy tűnik, hogy azok gandhárai nyelvről lettek fordítva.

## Nézetek a nőkről
A mahísászakák úgy vélték, hogy a nőkből nem válhat buddha. A Nágadatta-szútra kritizálja ezt a mahísászaka nézetet. Mára felveszi a főhősnő, Nágadatta apjának alakját és megpróbálja meggyőzni, hogy a teljesen megvilágosodott buddha szintje helyett (szamjakszam-buddha) elégedjen meg az arhat tudatszint egy alsó szintjével. Nágadatta elutasította ezt a tanácsot.
A mahísászaka nézet szerint a nők öt dologra képtelenek: nem válhat belőlük csakravartin (hatalmas uralkodó), Mára király, Sakra király (égi birodalom királya), Brahma király (hindu teremtő isten), sem Buddha. Végső soron a mahísászakák nézete szerint a nők képtelenek megváltoztatni a tudatuk és a fizikális testük természetét és a buddhista tanítások általuk csak leromlanak.